# 브라운송어
브라운송어는 연어목 연어과의 민물고기이다. 몸의 길이는 약 100cm이다. 유럽 원산으로 미국의 호소에 이식되었으나 양식이 어렵다. 형태는 석조송어를 닮았으나 석조송어와 같은 몸 쪽에 적자색 세로띠가 없다. 검은색 점이 크고 드문드문하므로 구별이 된다. 석조송어보다 물이 차가운 곳에 살며 밤에 작은 물고기나 수생곤충 등을 잡아먹는다.

## 참조
- 《sea Trout: Biology, Conservation and management》. Wiley. 2007년. ISBN 9781405129916.